# Villa General Güemes
Villa General Güemes est une localité argentine située dans le département de Patiño, province de Formosa.

## Hydrologie
Un réservoir pour la réserve d'eau potable a été construit par la province.

## Culture
Le Festival del Colono a lieu dans la seconde moitié du mois d'avril. La Fête de Nuestra Sra. de Itatíel 16 juillet, et en octobre la Fiesta del Chamamé.

## Religion
| Diocèse  | Formosa                  |
| -------- | ------------------------ |
| Paroisse | Nuestra Señora de Fátima |